# اولریک کلیس
اولریک کلیس (به انگلیسی: Ulrike Klees) (زادهٔ ۳ مهٔ ۱۹۵۵) شناگر اهل آلمان است.